# Paroecanthus podagrosus
Paroecanthus podagrosus är en insektsart som beskrevs av Henri Saussure 1897. Paroecanthus podagrosus ingår i släktet Paroecanthus och familjen syrsor. Inga underarter finns listade i Catalogue of Life.